# 哈哈炫动卫视
上海广播电视台哈哈炫动频道，是上海广播电视台下属的一个少儿频道、卫星电视频道，是中国一家上星播出的省级少儿频道，开播于2004年12月26日。
2018年12月25日凌晨3点28分起，炫动卡通卫视频道的画面比改为16:9 (包括台标和节目内容)，是继湖南广播电视台金鹰卡通卫视后第二个播出画面改由16:9的卡通卫视。2019年1月1日，炫动卡通卫视和哈哈少儿频道合并为“哈哈炫动卫视”，同时启动高清化制播改造；两频道的合并体现了SMG“精办频道、精办节目”的“改革决心”。

## 自制节目
每天播出时长约22小时。
- 炫动酷地带
- 育儿密码
- 欢乐蹦蹦跳（原哈哈少儿频道节目）
- 画神闲（原哈哈少儿频道节目）
- 新闻同学（原上海有线电视二台《小小看新闻》和东视33频道《东视少儿新闻》）
- 幸福合家欢
- 哈哈！我喜欢
- 全能脑力王
- 小鬼當家（原哈哈少儿频道节目）
- 荧星梦工厂（原哈哈少儿频道节目）
- 中华创世神话
- 宝贝学院（包括咿呀咿呀）
- 国民美少女（东方卫视中心、互联网节目中心联合制作，已停播）
- 动漫情报→新动漫情报→炫动漫→炫动漫中国（炫动卡通卫视开播前曾在东视新闻娱乐频道播出过）（已停播）
- 炫动音乐前线（已停播）
- 兔子帮（已停播）
- 青春总动员（已停播）
- 超级变变变（购自日本电视放送网，已停播）

## 主持人
著名節目主持人包括：豆豆姐姐、小荷姐姐、眼鏡哥哥、方也哥哥、画神閒、璐璐姐姐（林颖璐）、楚楚（李辰楚）、何超、张晨璐、刘方芳、巧科力（李力）、張家雄等。